# Mikel Agu
Mikel Ndubusi Agu (Ciudad de Benín, Nigeria, 27 de mayo de 1993) es un futbolista nigeriano. Juega de centrocampista.

## Trayectoria
Aterrizó en el fútbol europeo de la mano del Fútbol Club Oporto tras reclutarlo del Megapp CF de su país. Jugó en el filial y llegó a debutar con el primer equipo, además de acumular varias cesiones en el Club Brujas, el Bursaspor o el Vitória Setúbal. En 2019 se acabó desvinculando del club y firmó por tres temporadas con el Vitória Guimarães.
En enero de 2022 rescindió su contrato con el equipo vimarense y se marchó a España para jugar en el C. F. Fuenlabrada. El equipo no consiguió mantenerse en la Segunda División, por lo que en septiembre, tras haber quedado libre, puso rumbo a Japón después de fichar por el Shonan Bellmare.

## Selección nacional
Ha sido internacional con la selección de fútbol de Nigeria, habiendo disputado algunos amistosos y partidos de clasificación para el Mundial 2018.

## Clubes
| Club                     | País     | Año       |
| ------------------------ | -------- | --------- |
| F. C. Oporto "B"         | Portugal | 2012-2017 |
| Club Brujas (cedido)     | Bélgica  | 2015-2016 |
| Vitória Setúbal (cedido) | Portugal | 2016-2017 |
| Bursaspor (cedido)       | Turquía  | 2017-2018 |
| F. C. Oporto             | Portugal | 2017-2019 |
| Vitória Setúbal (cedido) | Portugal | 2018-2019 |
| Vitória Guimarães        | Portugal | 2019-2022 |
| C. F. Fuenlabrada        | España   | 2022      |
| Shonan Bellmare          | Japón    | 2022-2023 |
| Giravanz Kitakyushu      | Japón    | 2023      |

## Palmarés

### Títulos nacionales
| Título                      | Club        | País    | Año     |
| --------------------------- | ----------- | ------- | ------- |
| Primera División de Bélgica | Club Brujas | Bélgica | 2015-16 |